# Chris Hipkins
Christopher John Hipkins (Wellington, 5 settembre 1978) è un politico neozelandese, 41º Primo ministro della Nuova Zelanda dal 25 gennaio 2023 al 27 novembre 2023 in quanto capo del Partito Laburista della Nuova Zelanda dal 22 gennaio 2023. Nominato ministro per la risposta al Covid-19 nel 2020 quando è comparsa la pandemia, dal 2008 è anche membro della Camera dei rappresentanti.

## Biografia
Dal 26 ottobre 2017 era Ministro dell'Istruzione, dei Servizi Pubblici e Leader of the House. Ministro dell'Istruzione, Ministro della Polizia, Ministro della Funzione Pubblica e Capo della Camera, ha servito come membro del parlamento per Remutaka (precedentemente chiamato Rimutaka) dalle elezioni del 2008.
È diventato una figura di spicco a seguito della pandemia COVID-19 in Nuova Zelanda, servendo come Ministro della Salute da luglio a novembre 2020 e Ministro per la risposta COVID-19 da novembre 2020 a giugno 2022. Il 20 gennaio 2023 Hipkins è diventato l'unico candidato a succedere a Jacinda Ardern come leader del partito laburista. È diventato di conseguenza il 41º Primo Ministro della Nuova Zelanda dal 25 gennaio 2023.